# St-Nicolas (Nizza)

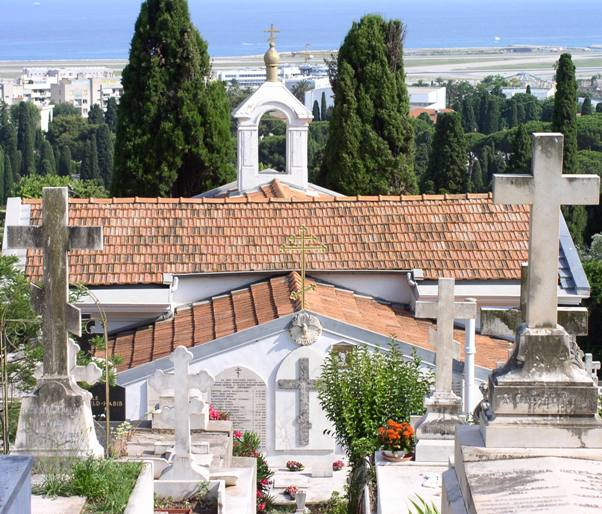
Kapelle Saint-Nicolas (2005)

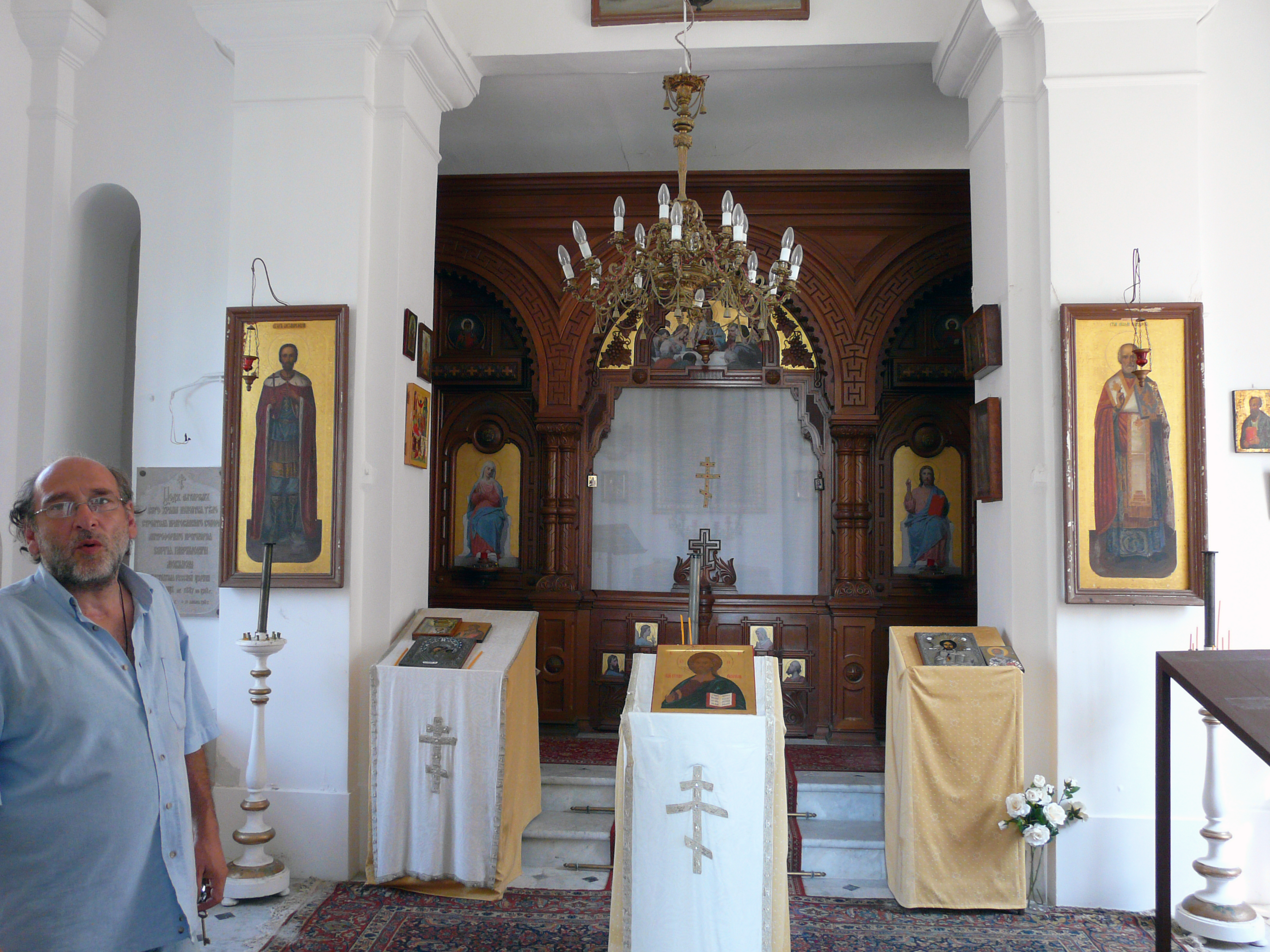
Innenansicht (2015)

Die Kapelle Saint-Nicolas (französisch Chapelle orthodoxe russe Saint-Nicolas de Nice, russisch Часовня во имя святителя Николая Чудотворца Tschasownja wo imja swjatitelja Nikolaja Tschudotworza) ist eine russisch-orthodoxe Friedhofskapelle in Nizza.

## Geschichte
Mit der Entdeckung Nizzas als Winterquartier und Urlaubsort durch die russische Oberschicht entstand dort eine eigene Gemeinde, die zunächst die Errichtung der Kirche Saint-Nicolas-et-Sainte-Alexandra in den Jahren von 1856 bis 1859 erreichte. Ein Jahrzehnt später entstand außerhalb der Stadt auch ein eigener russischer Friedhof samt Kapelle auf dem Caucade-Hügel. Diese Nicolas-Kapelle wurde zeitgleich mit der in der Stadt entstehenden Zarewitsch-Gedenkkapelle (1867–1868) erbaut. Dass die Gemeinde auch in den folgenden Jahrzehnten anwuchs, zeigt nicht nur die Erbauung der russisch-orthodoxen Kathedrale Saint-Nicolas (1903–1912), sondern auch der Friedhof mit seinen Grabsteinen und Mausoleen, die sich rund um die Kapelle finden. Ähnlich wie bei anderen russisch-orthodoxen Sakralbauten Nizzas bezieht sich das Patrozinium auf den heiligen Nikolaus von Myra, wurde aber auch gewählt, da es zum Zarewitsch Nikolai Alexandrowitsch Romanow passte, der im Jahr 1865 in Nizza verstarb, denn auch der Friedhof wurde dem Andenken an Nikolai gewidmet.
Die Grundsteinlegung für die Kapelle erfolgte am 5. Mai 1867. Die Gräfin Anna Tolstoi, deren Mann Alexander Nikolajewitsch Tolstoi 1866 in Nizza gestorben war, spendete zwei Drittel der für den Bau veranschlagten Summe. Die Weihe fand im März 1868 statt.

### Rechtsstreit um die Zugehörigkeit
Mit dem Jahr 2006 kam große Unruhe in die russisch-orthodoxe Gemeinde Nizzas, die bis dahin von der ACOR-Nice (L'Association Cultuelle Orthodoxe Russe de Nice, deutsch Russisch-Orthodoxe Religionsgemeinschaft von Nizza) dominiert wurde, welche nicht nur den Friedhof, sondern auch die alte Kirche, die Kathedrale und die Gedenkkapelle seit der Gründung der UdSSR in den 1920er Jahren betreute, da die UdSSR kein Interesse an den Bauten im Ausland zeigte. Da nun aber zum 31. Dezember 2007 ein Pachtvertrag der ACOR-Nice mit dem Russischen Kaiserreich auslief, kam es zu einem langjährigen Rechtsstreit mit der Russischen Föderation, die sich als Rechtsnachfolger beider russisch dominierten Staatengebilde sieht. Den Rechtsstreit um die Kathedrale und die Gedenkkapelle gewann Russland schließlich im Jahr 2013, woraufhin die ACOR-Nice sich aus beiden zurückzog.
Dies genügte Russland aber nicht und neben weiteren Aktionen gegen die ACOR-Nice kam es zum nächsten Rechtsstreit, in dem es nun um die alte Kirche, den Friedhof und die Nicolas-Kapelle ging, die Russland seit dem Jahr 2014 mit nachträglich geänderten Urkunden beansprucht. Versucht wurde dies mit „Korrekturhandlungen“, indem man die aus dem gewonnenen ersten Rechtsstreit resultierende Registrierungsurkunde am 29. April 2014 abänderte und diese auf den Friedhof ausdehnte, was erst ein Jahr später, am 27. April 2015 entdeckt wurde. Um diese ungerechtfertigte Besitzübernahme zu klären, ließ die ACOR russische Vertreter und den Änderungsnotar mehrfach vorladen, worauf es keine Reaktion gab. Am 18. Februar 2016 tauschte die prorussische Kathedralgemeinde die Friedhofsschlösser aus und beanspruchte den Friedhof im Namen der Russischen Föderation. Zudem wurden alle Hinweise auf die ACOR abgerissen, darunter auch die Tafel, die über die Gottesdienste in der Kapelle informierte. Am Folgetag fand man einen Kompromiss und brachte neue Schlösser an, für die beide Parteien Schlüssel erhielten, allerdings forderte die Kathedralgemeinde nun auch den Schlüssel für ein weiteres Gebäude im Friedhofsbereich und für die Kapelle.
Die damit einhergehende Rechtsunsicherheit erschwerte nicht nur den Erhalt von Friedhof und Kapelle, sondern führte auch zu Denunziationen. So fiel im Juni 2016 ein Teil vom Gesims an der Rückseite der Nicolas-Kapelle herunter, woraufhin die prorussische Seite argumentierte, dass die ACOR-Nice die Friedhofsordnung nicht aufrechterhalten könne. Obwohl die Stelle sofort abgesichert wurde, ließ die Kathedralgemeinde die Schließung des Friedhofs über den Bürgermeister verfügen. Anders als im Fall der Kathedrale erklärte das Gericht in Nizza im Februar 2021 aber Russlands Ansprüche auf den Friedhof und die Friedhofskapelle für rechtswidrig, da der Erwerb der Grundstücke unter anderen Bedingungen als bei der Kathedrale stattfand und der ACOR-Nice, die den Friedhof seit 1925 betreut, eine Ersitzung zustehe, da sie Grundsteuern zahlte und sich um die Verwaltung der Besitztümer kümmerte. Zudem hatte Eulogius, der zuständige russische Metropolit der Diözese von Korsun, diesen Vorgang bereits im Jahr 1927 bestätigt.

## Baubeschreibung
Ähnlich wie die alte Kirche und im Gegensatz zu den anderen russisch-orthodoxen Sakralbauten Nizzas ist die Friedhofskapelle ein rein klassizistisch geprägtes Bauwerk. Der südliche Haupteingang wird durch eine Giebelwand betont, die sich oberhalb eines Dreiecksgiebels befindet. Unter diesem wird die Tür zusätzlich mit zwei Säulen hervorgehoben. Die West- und die Ostseite werden von jeweils vier Pilastern dominiert. Im Norden befindet sich ein Anbau. Die Fenster sind rechteckig gestaltet. Im Jahr 2018 wurde die Kapelle saniert. Im Inneren der Kapelle befinden sich Ikonen und eine Ikonostase.